# 高良宗七
高良 宗七（こうら そうしち、1872年2月15日（明治5年1月7日）– 1946年（昭和21年）8月13日）は、明治から昭和前期の実業家、政治家。衆議院議員。

## 経歴
山口県厚狭郡小串村（宇部村を経て現宇部市）で、農業、鉱山業・高良政右衛門の長男として生まれる。山口西鄙黌で学んだ。1904年（明治37年）家督を相続した。
山陽採炭 (株) を設立し、1900年（明治33年）に第二鵜ノ島炭礦、1907年（明治40年）西沖ノ山炭礦、1913年（大正2年）大正炭礦を起業して各頭取となり、1925年（大正14年）採掘完了に伴い辞任した。また、1912年（明治45年）6月、広島の矢部銀行を買収して宇部銀行に改称して取締役となり、1927年（昭和12年）頭取に就任し、1944年（昭和19年）他行と合併して山口銀行が設立されるまで在任した。その他、宇部電灯取締役、宇部鉄工取締役、宇部セメント製造取締役、宇部鉄道取締役社長、日本発動機油取締役社長、宇部紡績取締役社長、日満マグネシウム監査役、宇部商工会議所会頭などを務めた。
政界では、宇部村会議員、厚狭郡会議員、宇部市会議員、同参事会員、同議長、山口県会議員を務めた。1936年（昭和11年）2月、第19回衆議院議員総選挙に山口県第一区から立憲政友会所属で出馬して当選し、衆議院議員を1期務めた。

## 脚註
1. ↑  衆議院『第六十九回帝国議会衆議院議員名簿』〈衆議院公報附録〉、1936年、25頁。
2. 1 2 3 4 5  『議会制度百年史 - 衆議院議員名鑑』261頁。
3. 1 2 3 4  『昭和山口県人物誌』127頁。
4. 1 2 3 4 5 6 7  『山口県百科事典』295頁。
5. 1 2  『大日本人物誌』こ之部5頁。
6. 1 2 3 4  『財界二千五百人集』540-541頁。